# Ugo Pignotti
Ugo Pignotti (Florence, 19 januari 1898 - Rome, 7 januari 1989) was een Italiaans schermer.
Pignotti nam tweemaal deel aan de Olympische Zomerspelen en won het het floretteam in 1928 goud en in 1932 zilver met het floretteam en het sabelteam .

## Resultaten

### Olympische Zomerspelen
| Jaar | Plaats      | Resultaten             |
| ---- | ----------- | ---------------------- |
| 1928 | Amsterdam   | floret team 7e floret  |
| 1932 | Los Angeles | floret team sabel team |

1904: Fonst, Díaz, Van Zo Post ·
1920: Baldi, Costantino, A. Nadi, N. Nadi, Olivier, Puliti, Speciale, Terlizzi ·
1924: Cattiau, Coutrot, de Luget, Ducret, Gaudin, Jobier, Labatut, Perotaux ·
1928: Chiavacci, Gaudini, Guaragna, Pessina, Pignotti, Puliti ·
1932: Bondoux, Bougnol, Cattiau, Gardère, Lemoine, Piot ·
1936: Bocchino, Di Rosa, Gaudini, Guaragna, Marzi, Verratti ·
1948: Bonin, Bougnol, de Buhan, Lataste, d'Oriola, Rommel ·
1952: de Buhan, Lataste, Netter, Noël, d'Oriola, Rommel ·
1956: Bergamini, Carpaneda, Di Rosa, Lucarelli, Mangiarotti, Spallino ·
1960: Midler, Roedov, Sissikin, Svesjnikov, Zjdanovitsj ·
1964: Midler, Sissikin, Sjarov, Svesjnikov, Zjdanovitsj ·
1968: Berolatti, Dimont, Magnan, Noël, Revenu ·
1972: Dąbrowski, Godel, Kaczmarek, Koziejowski, Woyda ·
1976: Bach, Behr, Hein, Reichert, Sens-Gorius ·
1980: Bonin, Boscherie, Flament, Jolyot, Pietruszka ·
1984: Borella, Cerioni, Cipressa, Numa, Scuri ·
1988: Aptsiaoeri, Ibragimov, Koretsky, Mamedov, Romankov ·
1992: Koch, Schreck, Wagner, Weidner, Weißenborn ·
1996: Mamedov, Pavlovitsj, Sjevtsjenko ·
2000: Ferrari, Guyart, Lhotellier, Plumenail ·
2004: Cassarà, Sanzo, Vanni, Zennaro ·
2012: Valerio Aspromonte, Avola, Baldini, Cassarà ·
2016: Achmatchoezin, Safin, Tsjeremisinov ·
2020: Le Péchoux, Lefort, Mertine, Pauty ·
2024: Iimura, Matsuyama, Shikine, Nagano